# Brug 333
Brug 333 is een vaste brug in Amsterdam-Oost.
Ze is gelegen in de Watergraafsmeer en geeft toegang tot de Teslastraat vanuit de Kruislaan. De straat is aangelegd rond 1993 ter opvulling van een braakliggend terrein aan de zuidoostzijde van de kruising Middenweg en Kruislaan. De brug is de enige mogelijkheid om de Teslastraat per gemotoriseerd vervoer te bereiken en te verlaten, ze is voor dat verkeer doodlopend. Voor voetgangers en fietsers is er nog brug 1967. De brug is vermoedelijk begin jaren negentig neergelegd. Ze is geheel van beton met stalen balustrades. Opvallend aan de brug is de afnemende dikte in de overspanning.
<<< · 300 · 301 · 302 · 303 · 304 · 305 · 306 · 307 · 308 · 309 · 310 · 311 · 312 · 313 · 314 · 315 · 316 · 317 · 318 · 320 · 321 · 322 · 323 · 324 · 325 · 327 · 328 · 330 · 331 · 332 · 333 · 334 · 335 · 336 · 337 · 338 · 339 · 340 · 341 · 342 · 343 · 344 · 345 · 346 · 347 · 348 · 349 · 350 · 351 · 352 · 353 · 354 · 355 · 356 · 357 · 358 · 359 · 360 · 361 · 362 · 363 · 364 · 365 · 366 · 367 · 368 · 371 · 372 · 373 · 374 · 375 · 376 · 377 · 378 · 379 · 380 · 381 · 382 · 383 · 385 · 386 · 387 · 388 · 389 · 390 · 391 · 392 · 393 · 394 · 395 · 396 · 397 · 398 · 399 · >>>
Brugnummers 319, 326, 329 (tijdelijke duiker in de Ringspoordijk), 369, 370, 384 zijn niet (meer) vergeven.